# Ecovacs Robotics
Ecovacs Robotics Company Limited — китайский разработчик и производитель «умной» бытовой техники, мировой лидер на рынке мобильных роботов-пылесосов. Компания основана в 1998 году, штаб-квартира расположена в городе Сучжоу.

## История
В 1998 году предприниматель Цянь Дунци основал в городе Сучжоу (Цзянсу) TEK Electrical Company — оригинального производителя оборудования для пылесосов. В 2006 году компания провела ребрендинг, сосредоточив свои усилия на производстве роботизированных устройств для домашней уборки. В 2007 году Ecovacs Robotics запустила свою серию устройств Deebot.
В 2012—2014 годах Ecovacs Robotics открыла офисы в США, Германии и Японии. К выходу фильма «Первый мститель: Противостояние» компания выпустила ограниченную серию тематических роботов Deebot. По состоянию на 2016 год Ecovacs Robotics контролировала 54 % китайского рынка домашних роботов. В 2018 году акции компании стали котироваться на Шанхайской фондовой бирже.
В 2024 году выручка и объём продаж роботов-газонокосилок Ecovacs за границей в годовом выражении выросли на 186,7 % и 271,7 % соответственно. Компания вышла на рынки Германии, Италии, Франции, Испании и многих других стран.

## Продукция

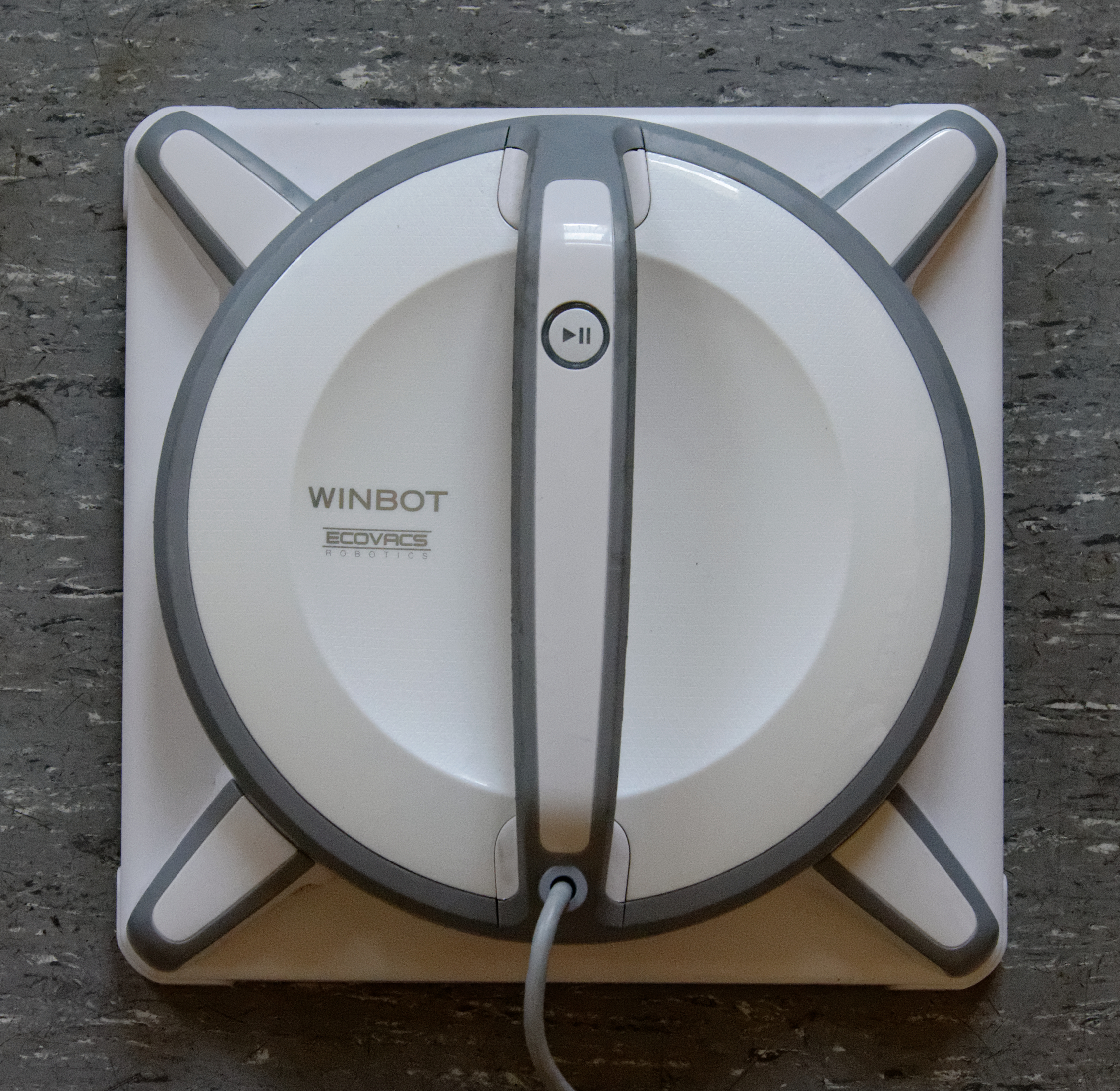
Робот для мытья окон Winbot

Ecovacs Robotics специализируется на разработке и производстве домашних мобильных роботов, которые пылесосят ковры, убирают и моют полы, очищают и увлажняют воздух, моют и чистят стеклянные окна, двери, зеркала и солнечные панели, косят газоны и лужайки, охраняют помещение, следят за домашними животными и появлением задымления, читают новости и аудиокниги. Все устройства Ecovacs Robotics управляются со смартфона или планшета, некоторые роботы передают на гаджеты хозяина всю необходимую информацию (в том числе видео из квартиры). Также компания производит сервисных роботов для торговых центров, магазинов и офисов, которые встречают посетителей и помогают ориентироваться покупателям.
Ecovacs Robotics регулярно представляет свои новинки на международной выставке Consumer Electronics Show в американском Лас-Вегасе.
По состоянию на 2020 год 53 % продаж компании пришлись на Китай, а 47 % — на зарубежные рынки. 60 % продаж составили сервисные роботы, а 38 % пришлось на интеллектуальные бытовые приборы.

## Структура
Штаб-квартира и основные производственные мощности компании расположены в Сучжоу (Цзянсу), научно-исследовательские центры — в Сучжоу и Нанкине. Дочерние компании — ECOVACS Europe GmbH (ФРГ), ECOVACS Robotics Inc. (США), ECOVACS Japan Co. Ltd. (Токио).

## Акционеры
Контрольный пакет акций Ecovacs Robotics принадлежит основателю компании Цянь Дунци (53,4 %) и его сыну Чэн Цяню (15,3 %). Среди институциональных инвесторов Ecovacs Robotics значатся Aegon-Industrial Fund Management (3,6 %), China Universal Asset Management (1,59 %), China Southern Asset Management (1,23 %), ABC-CA Fund Management (1,08 %) и Hwabao WP Fund Management (0,72 %).